# 하이시 몽골족 티베트족 자치주
하이시 몽골족 티베트족 자치주(티베트어: མཚོ་ནུབ་སོག་རིགས་ཆ་བོད་རིགས་རང་སྐྱོང་ཁུལ 초눕 몽골족 티베트족 자치주, 몽골어: Хайсигийн Монгол Төвд өөртөө засах жөү / ᠬᠠᠢᠰᠢ ᠶᠢᠨ ᠮᠣᠩᠭ᠋ᠣᠯ ᠲᠥᠪᠦᠳ ᠥᠪᠡᠷᠲᠡᠭᠡᠨ ᠵᠠᠰᠠᠬᠤ ᠵᠧᠤ , 중국어: 海西蒙古族藏族自治州, 병음: Hǎixī Měnggǔzú Zàngzú Zìzhìzhōu)는 중화인민공화국 칭하이성에 설치된 티베트족 및 몽골족을 자치의 주체 민족으로 하는 자치주의 하나이다.
티베트명의 "초(mtsho)", 몽골명의 "노르"란, 칭하이호(티베트명: 초티소르, 몽골명 후후노르)를, 티베트명 "눕(nub)", 몽골명 "바론"이란 "서쪽"을 의미하며, "초티소르 호수의 서쪽"을 의미한다. 중국명 "하이시"는 그 축약어이다.
자치주 면적은 칭하이성의 45%를 차지한다. 주 도는 더링하 시이다. 티베트의 전통적인 지리 구분에서는 암도 지구의 북부에 해당한다. 또 몽골인이 전통적으로 "데이트 몽골(고지 몽골)"이라고 칭해 온 땅의 대부분을 차지한다.

## 지리
티베트고원 북부, 칭하이성의 서부에 위치하며, 서쪽은 신장 위구르 자치구, 북쪽은 간쑤성, 남쪽은 칭하이성의 위수 티베트족 자치주 및 궈뤄 티베트족 자치주, 동쪽은 칭하이성의 하이베이 티베트족 자치주 및 하이난 티베트족 자치주와 접한다. 또 본 주의 서남쪽으로는 위수 티베트족 자치주와 티베트 자치구의 나추 지구와 둘러싸인 월경지가 있다.
자연 지리적으로는 중국 4대분지의 하나인 차이다무 분지에 소재하며, 북쪽은 아르틴산맥, 치롄산맥, 남쪽은 바얀카라산맥에 둘러싸여 있다. 주 내의 평균 해발은 3,000m 전후, 연평균 기온은 -5.6도로부터 -5.2도로 한랭한 대륙성 고원 기후이다. 주 동부는 농목 지대, 주 서부는 광공업 지구로, 대부분은 인가 드문 지역이다.

## 역사
고대에는 서강(西羌)의 땅이며, 동진 후기부터 수당시대에는 티베트의 유목민족의 나라나 티베트의 지배하에 있었다. 명초에는 동쪽 몽골 여러 부족이 진입하였고, 1639년부터 오이라트족이 이주해, 그들은 구시 칸(Güshi Khan) 왕조의 권력 기반이 되었다.
이 지역은 실크로드의 지름길에 해당하며, 동서 교통사로 중요한 역할을 이루어 있다. 중국이 지정한 국가중점문화보호단위로서 도란현의 열수 티베트고묘군 등이 있다.
1954년 하이시 몽골족 카자흐족 자치구가 성립하였고 두란에 자치구 인민 정부가 설치되었다. 이듬해인 1955년 자치주로 개칭되었다. 1963년에 하이시 몽골족 티베트족 카자흐족 자치주로 개칭되었다. 1985년에 카자흐족이 신장으로 돌아간 후에 다시 하이시 몽골족 티베트족 자치주로 개칭되었다.

## 민족
2000년에는 33만2,094명(1인당 인구밀도가 1.02 per km2)이다. 아래는 2000년을 기준으로 한 소수민족의 수와 비율이다.
| 민족     | 인구    | 비율(%) |
| -------- | ------- | ------- |
| 한족     | 215,706 | 64.95%  |
| 티베트족 | 40,371  | 12.16%  |
| 후이족   | 39,644  | 11.94%  |
| 몽골족   | 24,020  | 7.23%   |
| 투족     | 5,792   | 1.74%   |
| 사라족   | 3,569   | 1.07%   |
| 둥샹족   | 1,026   | 0.31%   |
| 만주족   | 544     | 0.16%   |
| 투자족   | 422     | 0.13%   |
| 카자흐족 | 380     | 0.11%   |
| 기타     | 620     | 0.2%    |

## 행정 구역

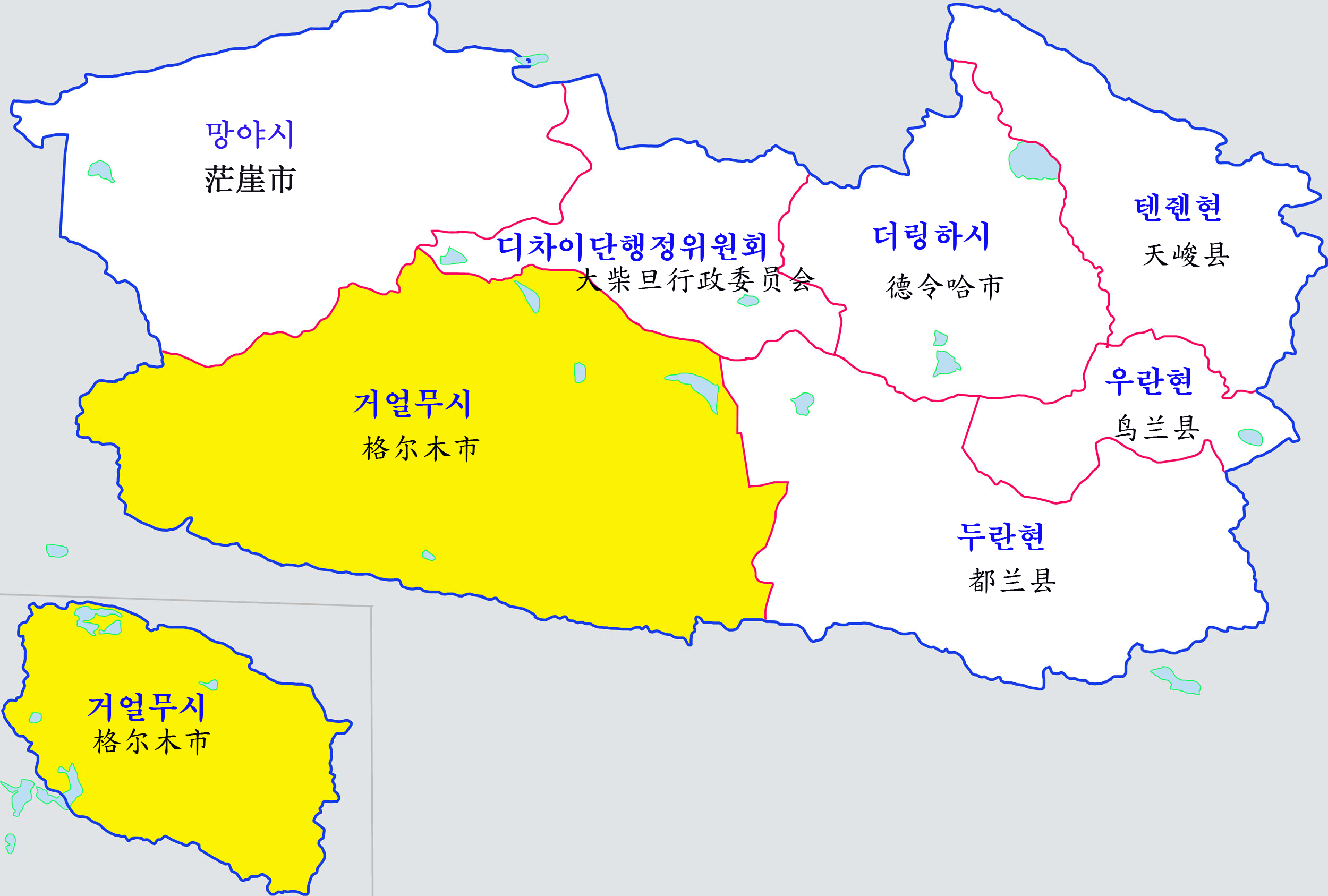
하이시몽골족자치주의 행정구역도

3개의 현급시와 3개의 현, 1개의 행정위원회를 관할한다.
- 현급시
  - 더링하 시(德令哈市)
  - 거얼무 시(格尔木市)
  - 망야 시(茫崖市)
- 현
  - 우란 현(鸟兰县)
  - 두란 현(都兰县)
  - 톈쥔 현(天峻县)
- 행정위원회
  - 다차이단 행정위원회(大柴旦行政委员会)